# Монтпилиер (Вермонт)
Монтпи́лиер (англ. Montpelier [mɒntˈpiːliər]) — город в США, административный центр штата Вермонт.
Самый маленький по населению административный центр из штатов в США, в 2010 году в городе проживало 7 855 человек.

## История

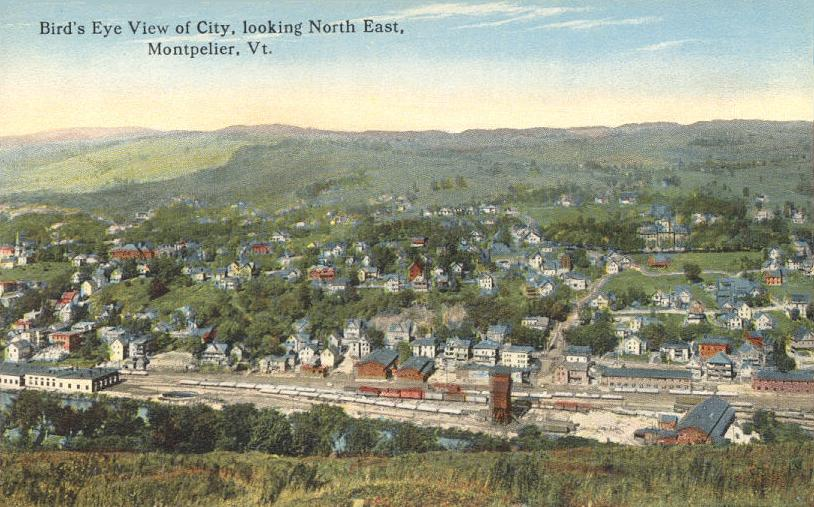
Монтпилиер, 1912

Решение об основании города было принято Генеральной Ассамблеей Вермонта 14 августа 1781 года. Первые поселенцы (две семьи из Массачусетса) прибыли в мае 1787 года. Монтпилиер получил своё название в честь французского города Монпелье (Франция). Численность населения к 1791 году составляла 117 жителей. На протяжении всей своей истории Монтпилиер оставался небольшим городом, хотя строительство железной дороги в 1849 году и дало некоторый импульс развитию промышленности.

## География и климат
Монтпилиер расположен в центре штата Вермонт, среди холмов у подножия Зелёных гор. Центр города занимает ровное плато высотой около 160 метров над уровнем моря. Через город протекает небольшая река Уинуски.
Климат города типичен для Новой Англии и региона Великих озёр, с продолжительной, холодной и снежной зимой, тёплым и влажным летом и короткими весной и осенью. Средняя температура января −8,6 C°, июля +19,6 C°. Среднегодовой уровень осадков составляет 912 мм.
| Показатель              | Янв.  | Фев.  | Март  | Апр.  | Май  | Июнь | Июль | Авг. | Сен. | Окт. | Нояб. | Дек.  | Год   |
| ----------------------- | ----- | ----- | ----- | ----- | ---- | ---- | ---- | ---- | ---- | ---- | ----- | ----- | ----- |
| Абсолютный максимум, °C | 18,8  | 16,1  | 27,7  | 32,2  | 32,2 | 35,0 | 36,1 | 36,1 | 33,3 | 28,8 | 24,4  | 19,4  | 36,1  |
| Средний максимум, °C    | −3,1  | −0,9  | 3,8   | 11,8  | 18,7 | 23,5 | 25,8 | 24,8 | 20,3 | 13,3 | 6,5   | −0,2  | 12,0  |
| Средняя температура, °C | −8,5  | −6,7  | −1,7  | 5,7   | 12,1 | 17,1 | 19,5 | 18,5 | 14,1 | 7,5  | 1,8   | −5    | 6,2   |
| Средний минимум, °C     | −13,8 | −12,5 | −7,2  | −0,2  | 5,5  | 10,6 | 13,1 | 12,1 | 7,8  | 1,8  | −2,8  | −9,7  | 0,3   |
| Абсолютный минимум, °C  | −36,6 | −33,8 | −27,7 | −16,6 | −6,6 | −1,6 | 1,6  | −0,5 | −6,6 | −10  | −21,6 | −32,7 | −36,6 |
| Норма осадков, мм       | 62    | 51    | 60    | 67    | 85   | 96   | 103  | 101  | 79   | 87   | 80    | 69    | 940   |
| Источник: NWS           |       |       |       |       |      |      |      |      |      |      |       |       |       |

## Население
Численность жителей устойчиво снижается с 1960 года (когда население города достигло своего максимума 8 782 человека) и по состоянию на 2010 год составляет 7 855 человек. Основная причина оттока населения связана с нехваткой рабочих мест. 96,6 % жителей относится к белым, 1,4 % — к латиноамериканцам.
Среднегодовой доход на душу населения составляет 22 599 долларов США. Средний возраст горожан — 40 лет. Уровень преступности низкий, в 2,6 раза ниже среднего по США.

## Известные уроженцы, жители
В Монтпилиере жил до своей смерти Чарльз Гэмидж Истмен
— американский журналист, поэт, сенатор от округа Вашингтон в 1852 и 1853 году.

## Экономика и транспорт
Благодаря статусу столицы штата Вермонт (с 1805 года), основой экономики Монтпилиера является сектор государственного управления. Также в городе имеется несколько офисов страховых компаний и множество небольших магазинов.
Основные дороги, проходящие через Монтпилиер: I-89, US 2 и US 302.
Через город проходит один пассажирский поезд в день (владелец — компания Amtrak), связывающий Вермонт с Вашингтоном.
В Монтпилиере построена автостанция общенационального оператора междугородных автобусных перевозок Greyhound Lines, проложено несколько местных автобусных маршрутов, соединяющих город с небольшими населёнными пунктами в его окрестностях.
Ближайший пассажирский аэропорт находится в городе Берлингтон.

## Галерея

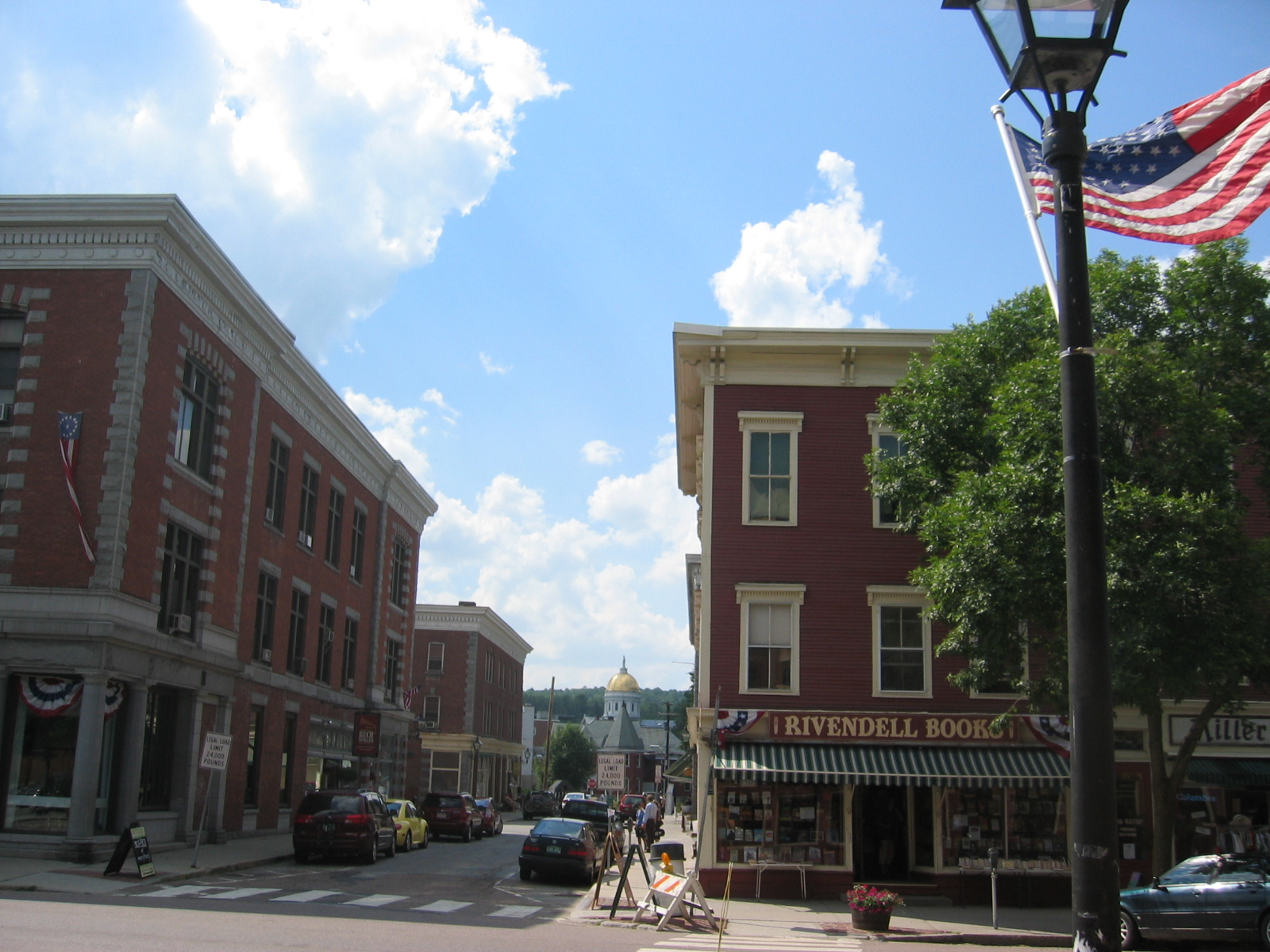
Деловой квартал столицы
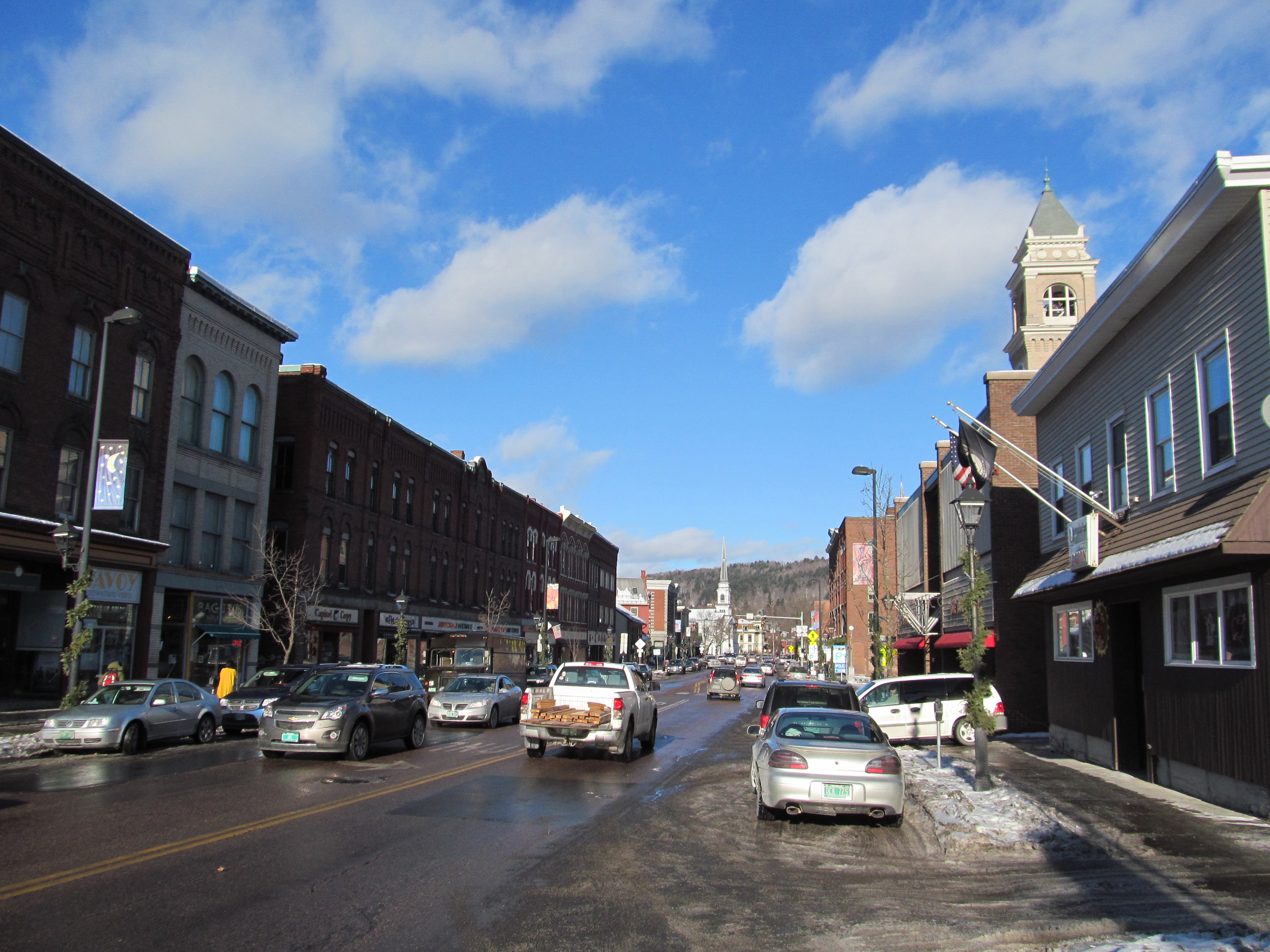
Главная улица города
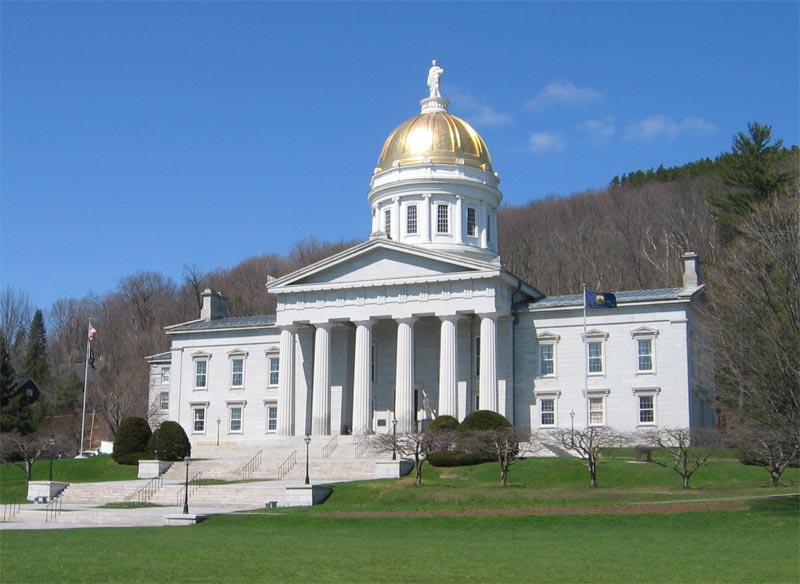
Капитолий штата Вермонт
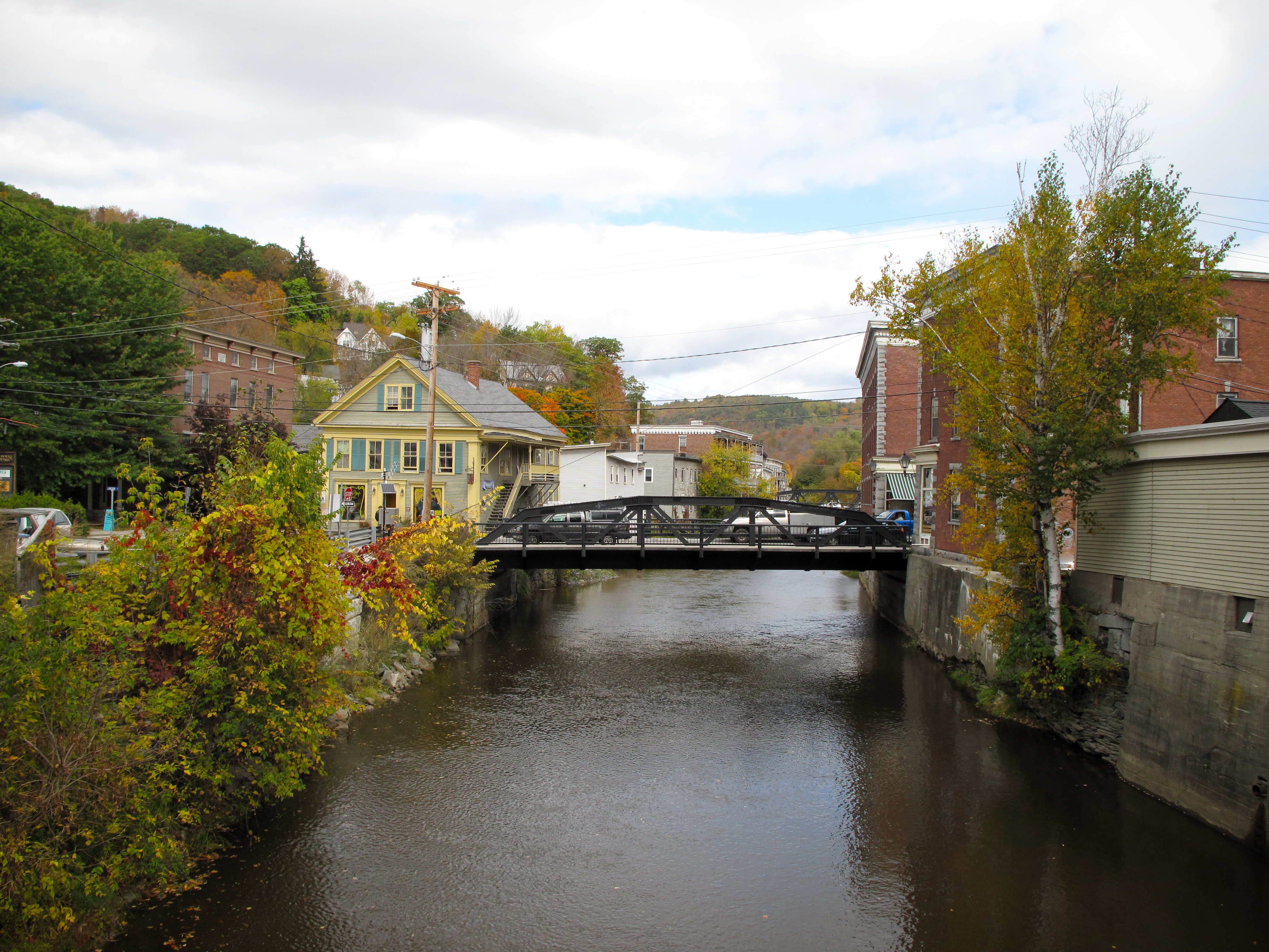
Набережная реки